# Eden-Rayneval-traktaten
Eden-Rayneval-traktaten var en traktat mellem Storbritannien og Frankrig og underskrevet i 1786, der var opkaldt efter den britiske forhandler William Eden, 1. Baron Auckland (1744–1814) og den franske forhandler Joseph Matthias Gérard de Rayneval. Det afsluttede reelt, dog for en kort tid, den økonomiske krig mellem Frankrig og Storbritannien og etablerede et system til at reducere tolden på varer fra begge lande. I Storbritannien blev der ansporet til det på grund af løsrivelsen af de tretten amerikanske kolonier og udgivelsen af Adam Smiths Wealth of Nations. Den britiske premierminister William Pitt den Yngre var stærkt påvirket af Smiths ideer og var en af traktatens centrale tilskyndere.
Stædighed i forhandlingerne fra briternes side gjorde, at den kommercielle aftale var næsten helt til gavn for briterne, og den ulige beskyttelse af visse industrier endte med at skade den franske økonomi. Denne traktat anses ofte for at være en af de klagepunkter fra det franske folk, der udløste den franske revolution. Traktaten kollapsede i 1793 efter påstande i den nationale konvention om, at Aliens Act 1793 brød traktatens betingelser, og udbruddet af krig i begyndelsen af februar mellem Storbritannien og Frankrig gjorde en ende på enhver chance for et kompromis.